# The Return of the Riddle Rider

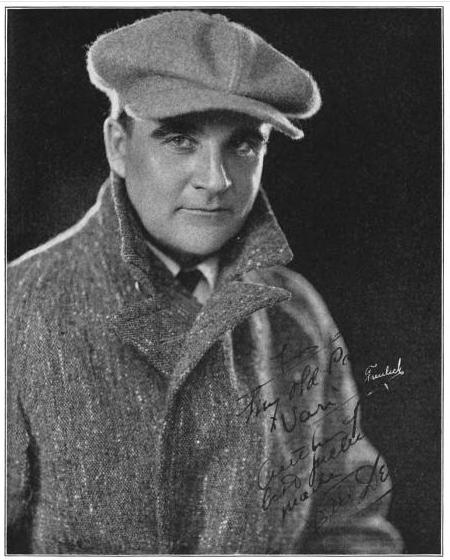
William Desmond, que personifica Riddle Rider no seriado.

The Return of the Riddle Rider é um seriado estadunidense de 1927, no gênero Western, dirigido por Robert F. Hill, em 10 capítulos, estrelado por William Desmond, Lola Todd, Grace Cunard e Tom London. O seriado foi produzido e distribuído pela Universal Pictures, e veiculou nos cinemas estadunidenses entre 28 de março e 30 de maio de 1927. O seriado é uma continuação de The Riddle Rider, feito pela Universal Pictures em 1924, também com William Desmond no papel-título.
Este seriado é considerado perdido, pois apenas fragmentos de um trailer sobreviveram.

## Elenco
- William Desmond - Randolph Parker / The Riddle Rider
- Lola Todd - Madge McCormack
- Grace Cunard - Vilda Dixon
- Tom London - Buck White
- Henry A. Barrows - Senador McCormack
- Scotty Mattraw - Willie
- Lewis Dayton - James Thornley
- Norbert A. Myles - James Archer
- Howard Davies - Hank Wilson

## Capítulos
1. The Riddle Rider Rides Again
2. A Day of Terror
3. Not a Chance
4. The Hold-up
5. The River of Flame
6. The Trap
7. The Crooked Deal
8. The Rock Slide
9. The Silencer
10. Vengeance

Fonte: 